# Here for None
Here for None är det finländska heavy metal-bandet Warmens sjätte studioalbum, utgivet i augusti 2023 på Reaper Entertainment, och i Japan på Chaos Reigns.
Albumet är Warmens första med trummisen Seppo Tarvainen samt sångaren Petri Lindroos (Ensiferum, ex-Norther), vilket innebar att bandet nu för första gången hade en fast vokalist. Here for None markerade också en viss musikalisk skiftning mot mer traditionell melodisk death/power metal.
En textvideo släpptes till "Warmen Are Here for None". Därtill gjordes en animerad video till "A World of Pain", samt en traditionell dito till "Hell on Four Wheels".

## Låtlista
1. "Warmen Are Here for None" – 3:37
2. "The Driving Force" – 4:02
3. "A World of Pain" – 3:09
4. "Too Much, Too Late" – 3:57
5. "Night Terrors" – 3:30
6. "Hell on Four Wheels" – 3:39
7. "The End of the Line" – 4:15
8. "Death's on Its Way" – 3:19
9. "The Cold Unknown" – 3:54
10. "Dancing with Tears in My Eyes" (Ultravox-cover) – 3:22

## Medverkande
Musiker
- Petri Lindroos – sång
- Antti Wirman – gitarr
- Jyri Helko – basgitarr
- Janne Wirman – keyboard
- Seppo Tarvainen – trummor

Produktion
- Janne Wirman – producent, inspelningstekniker
- Antti Wirman – inspelningstekniker
- Mikko Karmila – mixning
- Mika Jussila – mastering
- Aleh Zielankievič – omslagskonst, layout
- Marek Sabogal – foto